# Justyna Bąk
Justyna Bąk (* 1. August 1974) ist eine ehemalige polnische Langstrecken-, Hindernis- und Mittelstreckenläuferin.
Bei den Crosslauf-Weltmeisterschaften belegte sie auf der Kurzstrecke 1999 in Belfast Platz 26 und 2000 in Vilamoura Platz 68.
2001 stellte sie am 9. Juli in Nizza mit 9:25,31 min einen Weltrekord über 3000 m Hindernis auf und gewann Bronze bei den Crosslauf-Europameisterschaften in Thun. Am 5. Juni 2002 verbesserte sie in Mailand den Weltrekord über 3000 m Hindernis auf 9:22,29 min.
Bei den Crosslauf-EM 2003 in Edinburgh wurde sie Siebte. 2004 belegte sie bei den Crosslauf-WM in Brüssel auf der Kurzstrecke Platz 29 und auf der Langstrecke Platz 36. Bei den Crosslauf-EM in Heringsdorf gewann sie Silber.
2006 kam sie bei den Straßenlauf-Weltmeisterschaften in Debrecen über 20 km auf den 32. Platz und wurde Fünfte beim Venedig-Marathon in 2:41:50 h. Im Jahr darauf gewann sie den Warschau-Halbmarathon und wurde jeweils Dritte beim Turin-Marathon in 2:40:14 h und bei der Maratona d’Italia in 2:30:42 h (auf nicht bestenlistentauglichem Kurs).
2008 wurde sie Zehnte beim Rom-Marathon in 2:38:03 h und 2010 Dritte beim Madrid-Marathon in 2:37:52 h.
Sechsmal wurde sie Polnische Meisterin im Crosslauf (1997, 1999–2001, 2004, 2007), viermal über 5000 m (1997, 2000, 2001, 2005), zweimal über 3000 m Hindernis (1999, 2004) und je einmal über 10.000 m (2000) und 1500 m (2001).

## Persönliche Bestzeiten
- 1500 m: 4:12,09 min, 10. Juli 1999, Lublin
- 3000 m: 8:59,83 min, 29. August 1997, Siedlce
  - Halle: 9:22,95 min, 19. Februar 2000, Valencia
- 5000 m: 15:41,18 min, 18. Juni 2000, Warschau
- 10.000 m: 32:58,97 min, 6. August 2000, Krakau
- 10-km-Straßenlauf: 33:12 min, 15. Mai 2010, Skawina
- Halbmarathon: 1:12:14 h, 25. März 2007, Warschau
- Marathon: 2:37:52 h, 25. April 2010, Madrid
- 3000 m Hindernis: 9:22,29 min, 5. Juni 2002, Mailand